# 宽川乡 (礼县)
宽川乡，是中国甘肃省陇南市礼县下辖的一个乡镇级行政单位。

## 行政区划
宽川乡共辖以下地区：
下湾村、宽川村、冯庄村、冯山村、上寨村、廖寺村、大树村、远门村、阴坡村、北坡村、宋集村、燕家村、张杨村、郭集村、王家村、峡门村、双崖村、蒲上村、马家河村、新文村、火烧寨村、陈集村、陈庄村、朱家河村、白家村、阎家村、郭山村、童集村、杨家山村。